# Prionolejeunea denticulata
Prionolejeunea denticulata là một loài Rêu trong họ Lejeuneaceae. Loài này được (Nees) Schiffner miêu tả khoa học đầu tiên năm 1893.